# Saadanius
Saadanius — рід викопних приматів, що жили в епоху олігоцену і близько споріднені з предками вузьконосих мавп Старого Світу. Рід представлений одним видом Saadanius hijazensis, відомим лише за одним фрагментом черепа, приблизно датованим у межах 29-28 млн років тому. Його було знайдено у 2009 році на заході Саудівської Аравії біля Мекки, а вперше описано у 2010 р. після порівняння із черепами сучасних і викопних вузьконосих мавп. 
Представники роду Saadanius мали видовжене обличчя, порівняно з вузьконосими, також відчувався недолік за відсутності передової фронтальної пазухи (повітряні простори в лицьових кістках), які на відміну були наявні у представників catarrhines. Тим не менш, Saadanius мав кістляву трубку вуха, а зуби можна було зіставити із зубами представників роду catarrhines. Відкриття про колишнє існування представників роду Saadanius може допомогти дати відповідь на питання про еволюцію і про появу останніх предків мавп Старого світу і людоподібних мавп

## Відкриття
Екземпляр був знайдений з піднебінням і зубами, (розташований певним чином: зуби дивляться догори). Представники роду Saadanius відомі за єдиним зразком - логотипом, названий "SGS-UM 2009-002", що зберігається в Джидді, Саудівській Аравії, в палеонтології відділу Геологічної служби Саудівської Аравії (SGS). Тип його місцевості, тобто місце було виявлено - на вершині покладів залізної руди середнього формування Shumaysi , розташованій в південно-західному куті Harrat Аль Ujayfa, у західній Саудівській Аравії, недалеко від Мекки.
Зразок був виявлений в лютому 2009 палеонтологом Iyad Zalmout, який подорожував до даного регіону, щоб провести розкопки древнього кита і скам'янілостей динозавра. Палеонтолог шукав скам'янілості динозавра в області, згідно з картами з якими він працював, яка містила кам'яні шари, ще за часів Cretaceous (145-66 млн років тому), Zalmout знайшов щелепну кістку притаманну такій істоті як гіпопотам, під назвою anthracotheriid (близький родич китів і гіпопотамів), часів епохи Еоцену або Олігоцену. Це свідчило про те, що насправді кам'яні шари набагато молодші, аніж в порівнянні з даними датами на картах. Наступного дня, він звернув увагу на скам'янілі зуби, які він безпосередньо впізнав, саме вони належали приматам. Zalmout послав електронною поштою фото зубів до палеонтолога Філіпа D. Gingerich, з яким він працював якості стипендіата. Gingerich, експерт на древніх приматах і китах, підтвердив, що це дійсно так. Через щільний графік Zalmout довелося залишити віднайдену скам'янілість, тому вклав її в скелю впродовж наступних декількох днів, бо забрати її вимагало чимало часу. Розкопку незабаром повернула об'єднана експедиція, що включає Sgs і Університет Мічиган. Скам'янілість не була формально описана до 2010, коли його відкриття було оголошено в Природі журналу. Скам'янілість була датована до близько 28 або 29 мільйонів роки тому на основі порівняння скам'янілостей anthracotheriids і paenungulates (члени групи, яка включає слонів і даманів), знайдені поруч зі скам'янілостями приблизно того ж віку, що і африканські родовища. Проте, дату доведеться ще підтвердити іншою технікою датування. Ім'я роду Saadanius, походить від Арабського слова, saadan (Арабський: سَعدان), який є загальним терміном для мавп. Назва виду, hijazensis, має посилання на регіон аль-Хіджаз, в якому його було виявлено.
Особини Saadanius мали довше обличчя, ніж особини catarrhines, вони більше нагадують мавп Нового Світу за зовнішнім виглядом, хоча вони більше-можливо з розмір гібона. Все збільшене і росте глибше: а саме коріння іклів, діастеми (пропуск) між її іклів і других різців, і його сагітальній гребінь (хребет кістки під управлінням уздовж на верхню частину черепа)все це вказує на те, що зразок був чоловічої статі. Ці особливості є загальними для мавп самців Старого Світу. Saadanius не вистачає передові лобової пазухи,які таки присутні в живих catarrhines, але вони не мають ectotympanic або кістлявої трубки вуха, також знайдені в особин catarrhines. Propliopithecoids, найстаріша стовбурова група catarrhines, вік їх приблизно 30—35 мільйонів років, також не було достатньо розвинена ectotympanic. Зразок має серйозні колоті рани на передній частині черепа, що свідчить про те, що він був здобиччю великим м'ясоїдних тварин. Одна з таких ран на правій стороні мозкової коробки і може бути смертельним ударом. Був також слід від укусу на фронтальній Trigon. Як і інші вузьконосі примати Saadanius був, ймовірно, дерево древньо-житель. На час його існування, Червоне море ще не сформувалося, і нові види рослин і тварин ще тільки мали б прибувати з сусіднього Євразії. Порівняльна анатомія і клади стичний аналіз вказує на те, що Saadanius більш тісно пов'язані з останнім спільним предком корони catarrhines, ніж будь-які інші відомі копалини catarrhines, мали одне походження Catarrhini в Аравії і Африці. Інші catarrhines стовбурові включають propliopithecoids, такі як Єгиптопітек і pliopithecoids, такі як Пліопітек. Чим ближча подібність між Saadanius і короною catarrhines, зокрема, його ectotympanic, показує, Saadanius всіх відомих викопних приматів, найбільше нагадували останнього спільного предка catarrhines. Це відкриття надало нові подробиці про людської еволюції, зокрема, розкол між Старим світом мавп і лінії людоподібних мавп, що зрештою привело до такої особи, як людина. Відкриття виду Saadanius забезпечує нові докази для конкуруючих гіпотез про особу, появи предків корони catarrhines або загального предка. Одна реконструкція, ґрунтована на рисах catarrhine передбачає коротке обличчя і череп, що закругляється, аналогічний гібону. Наступна реконструкція, заснована на морфології ранніх людиноподібних мавп міоцену і базальних cercopithecoid Victoriapithecus, пророкує, що останній загальний предок мав виступаюче рило і високе обличчя, як у особин павіанів і найстаріших копалин мавп і людоподібнихмавп Старого Світу. Консервативні риси Saadanius, схожі на старих стовбурових catarrhines , підтримує останню гіпотези, згідно Zalmout. Однак, палеонтолог, Ерік Бред, попередив, що геологічний тиск може спотворювати форму черепа. За Zalmout та ін., Saadanius також може допомогти визначити вік розколу hominoid-cercopithecoid. Палеоантропологічна робота, має розбіжність між 25 і 23 млн років тому, але генетичні основні його оцінки поставили в рано олигоцену, приблизно 33 мільйонів років тому. Незважаючи на передбачення з генетичних тестів, проведені невеликі розкопки, і отримали докази на останнього спільного предка 30 і 23 млн років тому, на користь більш пізньої розколу. Тільки окремі зуби Камояпітек натякнули на наявність потенційних hominoid? а найстаріша розкопка - Мавпи Старого Світу, Victoriapithecus macinnesi, відноситься до віку 19 млн років. З відкриттям Saadanius, Zalmout та ін. запропонував більш пізній розкол, ніж дають генетичні дані починаючи від 29-28 і 24 мільйонів років тому Однак, Pozzi та ін. пізніше стверджував, що, хоч Saadanius є значним відкриттям, тому що це стовбурові вузьконосі, вона не може бути використана на сьогодні розрізнення груп корони. Наявність стовбурових таксонів в літописі скам'янілостей не означає, що групи корони еволюціонували, і стовбурові таксони можуть вижити протягом мільйонів років після появи корони таксонів. З цієї причини, згідно скам'янілостей можна тільки припустити, жорсткий мінімальний кордон для дат дивергенції, яка відповідає першій появі корони таксона. Крім того, Pozzi ін. зазначив, що додаткові матеріали, опубліковані на Zalmout та ін. показали, що Pliopithecoidea були більш тісно пов'язані з особинами catarrhines ніж Saadanius. Скам'янілості також були помічені в SGS як важлива знахідка для Саудівської Аравії, оскільки це збільшує кількість скам'янілостей для даного регіону. В результаті знахідки, як SGS і Мічиганського університету розглядають більш широкі взаємодії для археологічних розкопок на місцях в цій країні.

## Філогенія
Кладограма роду Saadanius (Zalmout et al., 2010):

|  | Сааданій                                                          |
|  |                                                                   |
|  | \| \| Висші вузьконоіе (Cercopithecoidea, Hominoidea) \| \| \| \| |
|  |                                                                   |
|  | Висші вузьконоіе (Cercopithecoidea, Hominoidea)                   |
|  |                                                                   |

|  | Висші вузьконоіе (Cercopithecoidea, Hominoidea) |
|  |                                                 |

|  | Сааданій                                                          |
|  |                                                                   |
|  | \| \| Висші вузьконоіе (Cercopithecoidea, Hominoidea) \| \| \| \| |
|  |                                                                   |
|  | Висші вузьконоіе (Cercopithecoidea, Hominoidea)                   |
|  |                                                                   |

|  | Висші вузьконоіе (Cercopithecoidea, Hominoidea) |
|  |                                                 |

|  | Сааданій                                                          |
|  |                                                                   |
|  | \| \| Висші вузьконоіе (Cercopithecoidea, Hominoidea) \| \| \| \| |
|  |                                                                   |
|  | Висші вузьконоіе (Cercopithecoidea, Hominoidea)                   |
|  |                                                                   |

|  | Висші вузьконоіе (Cercopithecoidea, Hominoidea) |
|  |                                                 |

|  | Сааданій                                                          |
|  |                                                                   |
|  | \| \| Висші вузьконоіе (Cercopithecoidea, Hominoidea) \| \| \| \| |
|  |                                                                   |
|  | Висші вузьконоіе (Cercopithecoidea, Hominoidea)                   |
|  |                                                                   |

|  | Висші вузьконоіе (Cercopithecoidea, Hominoidea) |
|  |                                                 |

## Ресурси Інтернету
- A piece in the monkey puzzle [Архівовано 8 червня 2017 у Wayback Machine.] – A short video from Nature explaining the Saadanius discovery and its significance.
- nature.com [Архівовано 9 лютого 2015 у Wayback Machine.] Abbildung des Fossils
- nature.com [Архівовано 9 лютого 2015 у Wayback Machine.] Schaubild zur mutmaßlichen Verwandtschaft von Saadanius mit anderen Primaten